# Mercosur

Mercosur

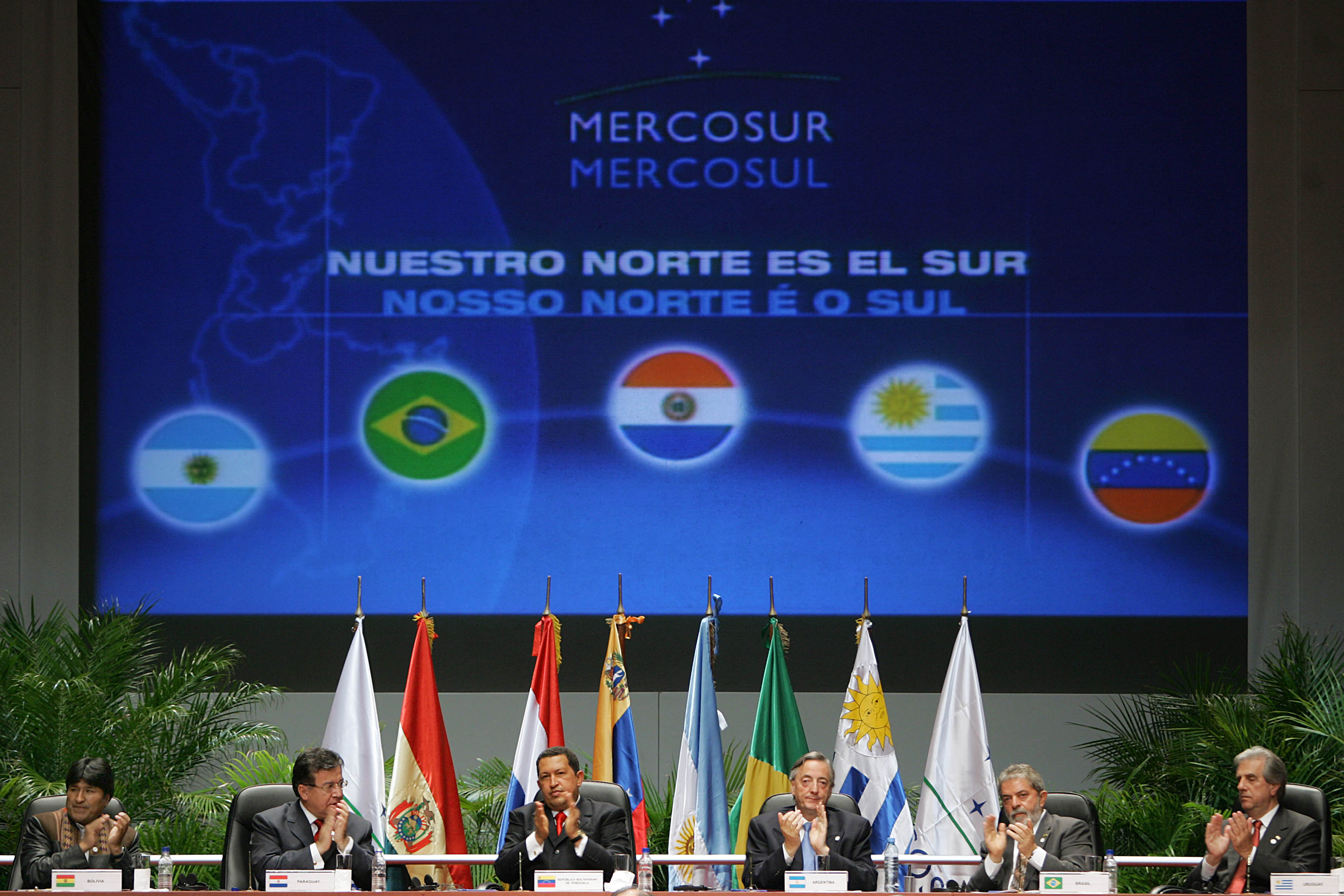
Mercosur 2005

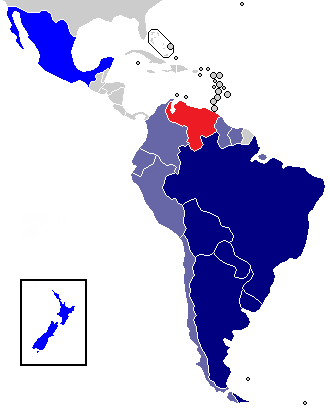
Mercosur: các nước tô màu xanh đậm là thành viên chính thức, màu xanh vừa là thành viên liên kết, màu xanh nhạt (Mexico và New Zealand) là quan sát viên.

Mercosur (viết tắt từ tiếng Tây Ban Nha: Mercado Común del Sur, tiếng Việt: Méc-cô-xua ) hay Mercosul (viết tắt từ tiếng Bồ Đào Nha: Mercado Comum do Sul), tạm dịch là Cộng đồng Thị trường Nam Mỹ là một hiệp định thương mại tự do được thành lập vào năm 1991 giữa các nước Brasil, Argentina, Uruguay, Paraguay. Đến tháng 6 năm 2006, Mercosur kết nạp thêm Venezuela. Bolivia, Chile, Colombia, Ecuador và Peru hiện là các thành viên liên kết của Mercosur.

## Quy mô
Mercosur bao trùm một không gian rộng 17.320.270 km², gần như toàn bộ lục địa Nam Mỹ, gồm 365.555.352 dân (tính cả các thành viên liên kết), với tổng sản phẩm nội địa (theo PPP) năm 2007 ước tính hơn 3,07 nghìn tỷ dollar Mỹ, bình quân đầu người 12.389 dollar.
Ngôn ngữ làm việc của Mercosur là tiếng Bồ Đào Nha, Tây Ban Nha và Guaraní. Trụ sở chính đặt tại Montevideo.

## Liên kết với bên thứ ba
Mercosur là một khối mậu dịch mở. Các nước thành viên có thể có quan hệ thương mại tự do với các nước ngoài khu vực.

## Mục tiêu
- Mục tiêu của khối:
  + Thoát khỏi sự lũng đoạn kinh tế của Hoa Kỳ.
  + Tháo gỡ hàng rào hải quan và tăng cường trao đổi thương mại giữa các quốc gia trong khối

## Các thành viên
Các quốc gia sau đây có thể là quốc gia thành viên chính thức, quốc gia liên kết, quốc gia đang trong quá trình xem xét kết nạp hoặc quan sát viên.

### Thành viên chính thức
- Argentina
- Brazil
- Paraguay
- Uruguay

### Thành viên xin gia nhập
- Venezuela[2]

### Thành viên hợp tác
- Bolivia
- Chile
- Colombia
- Ecuador
- Peru

### Quan sát viên
- México
- New Zealand